# Son Man-gwang
Son Man-gwang (ur. 2000) – północnokoreański zapaśnik walczący w stylu klasycznym. Brązowy medalista mistrzostw Azji w 2025, a także wojskowych MŚ w 2024 roku.